# Lukáš Krajíček
Lukáš Krajíček (* 11. března 1983 Prostějov) je bývalý český hokejový obránce.

## Hráčská kariéra
V národním týmu se poprvé představil v roce 2006, kdy jej trenér Alois Hadamczik nominoval na Mistrovství světa v Rize, odkud si přivezl stříbrnou medaili. Poté se však, i díky působení v zámoří, v reprezentaci více než 4 roky nepředstavil. Návrat vyšel až v sezoně 2010/2011, kdy se vrátil do Evropy a podepsal smlouvu s Třincem. Tomuto klubu pomohl ve zmíněné sezoně k vítězství v extralize, národnímu týmu pak k bronzové medaili na MS 2011 a na MS 2012, kde patřil k oporám české reprezentace. V sezoně 2009/2010 si zahrál finále Stanley Cupu s mužstvem Philadelphia Flyers.
Kvůli dlouhodobým zdravotním problémům po otřesu mozku v zápase z ledna 2019 a zánětu jícnu z léta toho roku přerušil v lednu 2020 hráčskou kariéru a v červenci 2020 oznámil ukončení aktivní kariéry.

## Ocenění a úspěchy
- 2001 CHL – All-Rookie Tým
- 2001 CHL – Top Prospects Game
- 2001 OHL – První All-Rookie Tým
- 2003 CHL – Druhý All-Star Tým
- 2003 OHL – První All-Star Tým
- 2011 ČHL – Nejlepší obránce
- 2011 ČHL – Nejlepší statistika +/−
- 2018 ČHL – Nejlepší nahrávač v playoff

## Prvenství
- Debut v NHL – 6. dubna 2002 (Toronto Maple Leafs proti Florida Panthers)
- První gól v NHL – 15. prosince 2003 (Detroit Red Wings proti Florida Panthers, kanadskému brankáři Curtisu Josephovi)
- První asistence v NHL – 17. prosince 2003 (Florida Panthers proti Washington Capitals)

## Klubová statistika
| Sezóna       | Klub                | Soutěž       |     | Základní část | Základní část | Základní část | Základní část | Základní část |   | Play off | Play off | Play off | Play off | Play off |
| Sezóna       | Klub                | Soutěž       | Z   | G             | A             | B             | TM            | Z             | G | A        | B        | TM       |          |          |
| 2000–01      | Peterborough Petes  | OHL          | 61  | 8             | 27            | 35            | 54            | 7             | 0 | 5        | 5        | 0        |          |          |
| 2001–02      | Peterborough Petes  | OHL          | 55  | 10            | 32            | 42            | 56            | 6             | 0 | 5        | 5        | 6        |          |          |
| 2001–02      | Florida Panthers    | NHL          | 5   | 0             | 0             | 0             | 0             | —             | — | —        | —        | —        |          |          |
| 2002–03      | Peterborough Petes  | OHL          | 52  | 11            | 42            | 53            | 42            | 7             | 0 | 3        | 3        | 0        |          |          |
| 2002–03      | San Antonio Rampage | AHL          | 3   | 0             | 1             | 1             | 0             | 3             | 0 | 0        | 0        | 0        |          |          |
| 2003–04      | San Antonio Rampage | AHL          | 54  | 5             | 12            | 17            | 24            | —             | — | —        | —        | —        |          |          |
| 2003–04      | Florida Panthers    | NHL          | 18  | 1             | 6             | 7             | 12            | —             | — | —        | —        | —        |          |          |
| 2004–05      | San Antonio Rampage | AHL          | 78  | 2             | 22            | 24            | 57            | —             | — | —        | —        | —        |          |          |
| 2005–06      | Florida Panthers    | NHL          | 67  | 2             | 14            | 16            | 50            | —             | — | —        | —        | —        |          |          |
| 2006–07      | Vancouver Canucks   | NHL          | 78  | 3             | 13            | 16            | 64            | 12            | 0 | 2        | 2        | 12       |          |          |
| 2007–08      | Vancouver Canucks   | NHL          | 39  | 2             | 9             | 11            | 36            | —             | — | —        | —        | —        |          |          |
| 2008–09      | Tampa Bay Lightning | NHL          | 71  | 2             | 17            | 19            | 48            | —             | — | —        | —        | —        |          |          |
| 2009–10      | Tampa Bay Lightning | NHL          | 23  | 0             | 1             | 1             | 21            | —             | — | —        | —        | —        |          |          |
| 2009–10      | Norfolk Admirals    | AHL          | 15  | 0             | 6             | 6             | 8             | —             | — | —        | —        | —        |          |          |
| 2009–10      | Philadelphia Flyers | NHL          | 27  | 1             | 1             | 2             | 14            | 22            | 0 | 3        | 3        | 8        |          |          |
| 2010–11      | HC Oceláři Třinec   | ČHL          | 48  | 6             | 14            | 20            | 84            | 18            | 3 | 4        | 7        | 22       |          |          |
| 2011–12      | HK Dinamo Minsk     | KHL          | 40  | 2             | 12            | 14            | 34            | 4             | 0 | 0        | 0        | 6        |          |          |
| 2012–13      | HK Dinamo Minsk     | KHL          | 51  | 1             | 6             | 7             | 66            | —             | — | —        | —        | —        |          |          |
| 2013–14      | HK Dinamo Minsk     | KHL          | 52  | 2             | 14            | 16            | 63            | —             | — | —        | —        | —        |          |          |
| 2014–15      | HK Dinamo Minsk     | KHL          | 51  | 2             | 16            | 18            | 33            | 5             | 1 | 0        | 1        | 4        |          |          |
| 2015–16      | HK Dinamo Minsk     | KHL          | 44  | 0             | 8             | 8             | 58            | —             | — | —        | —        | —        |          |          |
| 2016–17      | HK Dinamo Minsk     | KHL          | 18  | 0             | 4             | 4             | 16            | —             | — | —        | —        | —        |          |          |
| 2016–17      | HC Oceláři Třinec   | ČHL          | 34  | 1             | 5             | 6             | 8             | 6             | 0 | 0        | 4        | 6        |          |          |
| 2017–18      | HC Oceláři Třinec   | ČHL          | 40  | 5             | 11            | 16            | 28            | 18            | 3 | 11       | 14       | 6        |          |          |
| 2018–19      | HC Oceláři Třinec   | ČHL          | 31  | 5             | 16            | 21            | 20            | —             | — | —        | —        | —        |          |          |
| 2019–20      | HC Oceláři Třinec   | ČHL          | 19  | 1             | 7             | 8             | 10            | —             | — | —        | —        | —        |          |          |
| Celkem v NHL | Celkem v NHL        | Celkem v NHL | 328 | 11            | 61            | 72            | 245           | 34            | 0 | 5        | 5        | 20       |          |          |
| Celkem v KHL | Celkem v KHL        | Celkem v KHL | 257 | 7             | 60            | 67            | 270           | 9             | 1 | 0        | 1        | 10       |          |          |

## Reprezentace
| Rok                    | Tým                    | Soutěž                 | Z  | G | A | B | TM |
| ---------------------- | ---------------------- | ---------------------- | -- | - | - | - | -- |
| 2002                   | Česko 20               | MSJ                    | 7  | 1 | 3 | 4 | 6  |
| 2003                   | Česko 20               | MSJ                    | 6  | 2 | 2 | 4 | 2  |
| 2006                   | Česko                  | MS                     | 9  | 0 | 0 | 0 | 8  |
| 2011                   | Česko                  | MS                     | 8  | 0 | 1 | 1 | 8  |
| 2012                   | Česko                  | MS                     | 10 | 1 | 3 | 4 | 6  |
| 2014                   | Česko                  | OH                     | 4  | 0 | 0 | 0 | 0  |
| Juniorská reprezentace | Juniorská reprezentace | Juniorská reprezentace | 13 | 3 | 5 | 8 | 8  |
| Seniorská reprezentace | Seniorská reprezentace | Seniorská reprezentace | 31 | 1 | 4 | 5 | 22 |